# Gewalt in der Übersetzung
Gewalt in der Übersetzung, auch Gewalt der Übersetzung oder seltener Übersetzungsgewalt (englisch Violence in Translation) ist ein Konzept, das in der Übersetzungstheorie und Translatologie verwendet wird, um Formen verbaler, hermeneutischer oder symbolischer Gewalt zu beschreiben, die in der Praxis des Übersetzens vorkommen bzw. bestimmten Praktiken oder Modellen des Übersetzens anhaften.

## Verbale Gewalt
Die symbolische Verletzung durch das Medium der Sprache wird als verbale Gewalt meistens auf den Begriff der „Beleidigung“ gebracht. Insbesondere die Situation des mündlichen Übersetzens öffnet den Raum für solche Angriffe auf die Integrität der übersetzten Personen oder für eine Inszenierung der übersetzten Personen als Angreifende. Im Kontext der juristischen Übersetzung kann so durch eine absichtliche Fehlübersetzung einer mündlichen Äußerung der Kläger belastet werden („deliberate mistranslation of an oral utterance so as to incriminate a petitioner, complainant, or appellant“).

## Hermeneutische und symbolische Gewalt
Zusätzlich zu dieser Sonderform verbaler Gewalt gibt es in der Übersetzungstheorie die Vorstellung einer spezifischen Gewaltform, die der Praxis des Übersetzens inhärent ist. Diese lässt sich in einer philosophischen Perspektive auffassen als hermeneutische Gewalt – die Deutung des Texts durch die übersetzende Person wird gegen andere Deutungen und gegen eine mögliche Offenheit des übersetzten Texts durchgesetzt: In der interkulturellen Philosophie Ram Adhar Malls erscheint das Verstehen, das als Einverleibung des Anderen gedacht wird, „stets mit irgendeiner Form von Gewalt verbunden“. In einer soziologischen Perspektive lässt die Übersetzung sich als eine Praxis symbolischer Gewalt analysieren, denn sie drängt unwillkürlich die legitime Sicht der Gemeinschaft, für die übersetzt wird, dem Text und den Lesenden auf. Kategorien dieser symbolischen Gewalt können schon die Entscheidung für eine bestimmte Sprache sein, die deren Hegemonie fördert, aber auch z. B. die Wahl einer sprachlichen Varietät, die Mehrheits- und Minderheitsverhältnisse verfestigt, die Entscheidung für oder gegen geschlechtergerechte Sprache oder eine in Hinsicht auf andere Formen von Diversität sozial inklusive oder symbolisch diskriminierende sprachliche Praxis.

## Ethische Implikationen des Übersetzens
Arno Dusini bringt die „Frage nach der Übersetzungsgewalt“ auf die Formulierung: „Wer hat die Macht zu ‚übersetzen?‘“. Die Fälle von verbaler Gewalt im Übersetzungsprozess weisen deutlich auf die Verantwortung der Übersetzenden. Die ethischen Implikationen des Übersetzens sind besonders schwer zu fassen, weil die Übersetzenden oft nicht als selbstständig Handelnde wahrgenommen werden. Bei der symbolischen Gewalt vermitteln die Übersetzenden eine bestimmte Weltanschauung, die wie eine Selbstverständlichkeit dargestellt und nicht kulturell kontextualisiert wird. Diese Vergessenheit der eigenen Position ist eine Konsequenz der von Lawrence Venuti kritisierten Tradition der „Unsichtbarkeit der Übersetzenden“. Auch das „Übertragungs“-bzw. „Transfer“-Modell der Übersetzung schränkt, wie Maria Tymoczko erläutert, das Empowerment der Übersetzenden ein; es lenkt von der Möglichkeit ab, mit den Mitteln der Übersetzung Kritik an der Gewalt zu üben und das eigene übersetzende Handeln zu reflektieren und zu analysieren.